# Karl Zischek
Karl Zischek (1910. augusztus 28. – 1985. október 6.) osztrák labdarúgócsatár.